# Namibian Air Force
La Namibia Air Force è l'attuale aeronautica militare della Namibia e parte integrante delle Forze armate della Namibia.
L'aeronautica militare della Namibia è stata fondata il 13 marzo 2005.

## Aeromobili in uso
Sezione aggiornata annualmente in base al World Air Force di Flightglobal del corrente anno. Tale dossier non contempla UAV, aerei da trasporto VIP ed eventuali incidenti accorsi durante l'anno della sua pubblicazione. Modifiche giornaliere o mensili che potrebbero portare a discordanze nel tipo di modelli in servizio e nel loro numero rispetto a WAF, vengono apportate in base a siti specializzati, periodici mensili e bimestrali. Tali modifiche vengono apportate onde rendere quanto più aggiornata la tabella.
| Aeromobile              | Origine       | Tipo                                | Versione (denominazione locale) | In servizio (2024) | Note | Immagine |
| Aerei da combattimento  |               |                                     |                                 |                    | |          |
| Chengdu J-7 Airguard    | Cina          | multiruolo conversione operativa    | F-7NMFT-7NM                     | 92                 | 10 F-7NM e 2 FT-7NM ordinati nel 2004 ed entrati in servizio entro 23 giugno 2006. Un F-7NM è stato perso il 15 ottobre 2021. |          |
| Aerei da trasporto      |               |                                     |                                 |                    | |          |
| Antonov An-26 Curl      | Ucraina       | aereo da trasporto                  | An-26                           | 1                  | 1 An-26 consegnato. |          |
| Shaanxi Y-9             | Cina          | aereo da trasporto                  | Y-9E                            | 2                  | 2 Y-9E ordinati nel 2023 e consegnati il 17 novembre 2024.                                                                    |          |
| Harbin Y-12 Turbo Panda | Cina          | aereo da trasporto                  | Y-12-II                         | 2                  | 2 Y-12-II ordinati e consegnati nel dicembre 1997.                                                                            |          |
| Learjet 31              | Stati Uniti   | aereo da trasporto VIP              | Lj-31A                          | 1                  | 1 Learjet 31A consegnato. |          |
| Cessna O-2 Skymaster    | Stati Uniti   | aereo da trasporto leggero          | O-2A                            | 2                  | 6 O-2A donati dagli USA. |          |
| Dassault Falcon 7X      | Francia       | aereo da trasporto VIP              | Falcon 7X                       | 1                  | 1 Falcon 7X consegnato. |          |
| Dassault Falcon 900     | Francia       | aereo da trasporto VIP              | Falcon 900B                     | 1                  | 1 Falcon 900B consegnato. |          |
| Aerei da addestramento  |               |                                     |                                 |                    | |          |
| Hongdu K-8 Karakorum    | Cina Pakistan | aereo da addestramento              | K-8A                            | 11                 | 12 K-8A consegnati. Un esemplare è stato perso il 23 settembre 2021.                                                          |          |
| Elicotteri              |               |                                     |                                 |                    | |          |
| Mil Mi-8 Hip            | Russia        | elicottero utility                  | Mi-8MT                          | 2                  | 2 Mi-8MT forniti dalla Libia tra il 1999 e il 2000.                                                                           |          |
| Mil Mi-24 Hind          | Russia        | Elicottero d'attacco                | Mi-24V                          | 2                  | 2 Mi-24V forniti dalla Libia tra il 1999 e il 2000.                                                                           |          |
| Harbin Z-9 Haitun       | Cina          | elicottero medio                    | Z-9EHZ-9G                       | 1                  | 1 Z-9EH e 1 Z-9G consegnati.                                                                                                  |          |
| HAL Cheetah             | India Francia | Elicottero utility                  | Cheetah (SA 315B)               | 1                  | 2 Cheetah (SA 315B) consegnati dall'indiana HAL nel 1994.                                                                     |          |
| HAL Chetak              | India Francia | Elicottero utility                  | Chetak-E (SA 316B)              | 2                  | 2 Chetak-E (SA 316B) consegnati dall'indiana HAL nel 1994.                                                                    |          |
| AgustaWestland AW139    | Italia        | elicottero da trasporto VIP MEDEVAC | AW139                           | 2                  | 2 AW139 consegnati. |          |